# Ropalidia conspicua
Ropalidia conspicua är en getingart som beskrevs av Frederick Smith 1863.
Ropalidia conspicua ingår i släktet Ropalidia och familjen getingar. Inga underarter finns listade i Catalogue of Life.